# Американский полиприон
Американский полиприон, или бурый каменный окунь (лат. Polyprion americanus), — вид морских лучепёрых рыб семейства полиприоновых (Polyprionidae). Морские придонные рыбы. Широко распространены в умеренных и тропических водах всех океанов. Максимальная длина тела 210 см.

## Описание
Тело массивное, высокое, покрыто ктеноидной чешуёй. Высота тела укладывается 2,3—2,8 раза в стандартную длину тела. Голова большая. По верхнему краю жаберной крышки проходит продольный костный гребень, заканчивающийся плоским шипом, над которым есть ещё один маленький шип. Зазубренные костные гребни на затылке, над глазами и по краям крышечных костей хорошо выражены у молоди и редуцируются у взрослых особей. Глаза большие, диаметр глаза составляет 18,2—21,1 % от длины головы. Рот большой, нижняя челюсть немного выступает вперёд. Ворсинкообразные зубы на челюстях, сошнике, нёбных костях и языке расположены полосками. В длинном спинном плавнике 11—12 колючих и 11—12 мягких лучей; мягкая и колючая части разделены заметной выемкой. Основания плавников покрыты чешуёй. В анальном плавнике три колючих и 9—10 мягких лучей. Хвостовой плавник закруглённый у молоди, а у взрослых особей — усечённый или с небольшой выемкой. В боковой линии 70—87 чешуй, включая 2—3 чешуи на основании хвостового плавника.

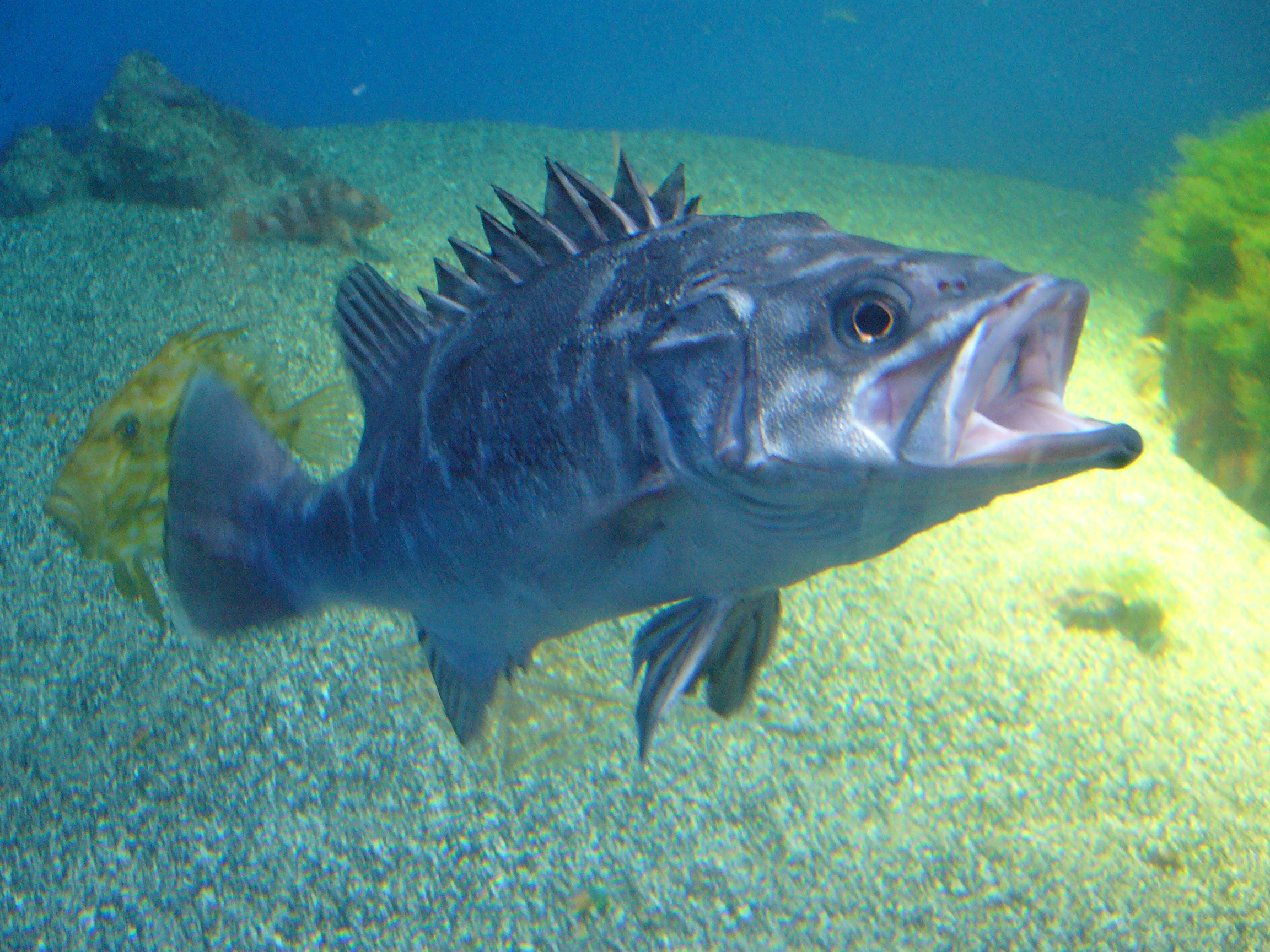

Общая окраска взрослых особей от тёмно-коричневой до голубовато-серой; верхняя часть тела и головы несколько темнее, а нижняя — светлее с серебристым оттенком. Плавники коричневато-чёрные, брюшные плавники с белыми прожилками, хвостовой плавник с белыми углами. Пелагическая молодь коричневато-серая с неправильными бледно-белыми или жёлтыми отметинами, хвостовой плавник с белым краем.
Максимальная длина тела 210 см, обычно до 80 см; масса тела — до 100 кг.

## Биология
Морские придонные рыбы. Обитают на глубине от 40 до 600 м, взрослые особи предпочитают подводные пещеры, места кораблекрушений и другие защищённые районы. Молодь и неполовозрелые особи длиной до 60 см ведут пелагический образ жизни, часть ассоциируясь с плавающим мусором. Питаются рыбами и крупными беспозвоночными. Максимальная продолжительность жизни 81 год у самцов и 64 года у самок.
Самки американского полиприона впервые созревают при средней длине тела 77,9 см в возрасте 10,4 года, а все особи в популяции созревают при длине тела 90 см в возрасте 15,2 года. Самцы впервые созревают при средней длине тела 74,9 см в возрасте 9 лет. У берегов юга Бразилии бурые каменные окуни нерестятся над континентальным склоном на глубине более 300 м с конца июля до октября. Нерест порционный. Плодовитость варьирует от 3 до 11,9 млн. ооцитов и возрастает по мере увеличения размеров самок.

## Ареал
Широко распространены в тропических и умеренных водах всех океанов, наиболее многочисленны в Атлантическом океане. Однако ареал разорван, пример так называемого антитропического распространения. Восточная Атлантика: от Норвегии до Южной Африки, включая Средиземное море, Канарские острова, Мадейру, Кабо-Верде, Тристан-да-Кунья. Западная Атлантика: от Ньюфаундленда (Канада) и залива Мэн до Северной Каролины. В Южном полушарии встречаются от берегов Южной Америки (Уругвай, Аргентина, Бразилия) до Австралии и Новой Зеландии, включая острова Амстердам и Сен-Поль в Индийском океане.